# ジェットスキー
ジェットスキー (Jet Ski) は、川崎重工業（現カワサキモータース）が製造している水上オートバイのブランド。ジェットスキーは、アメリカ合衆国において「最初に商業的成功を収めた」水上オートバイである。
本来は商品名であるが、商標の普通名称化がおきており、例えば、ヤマハ発動機のマリンジェットなど、他社の水上オートバイをジェットスキーと呼ぶこともある。

## 歴史
1970年代初頭に、アメリカ人発明家からの提案を受け、川崎重工が製造に乗り出し、1973年に最初の市販モデル「JS400」がアメリカ合衆国で販売された（1972年に発売されたとする資料もある）。
ジェットスキーがスポーツとして日本に「逆輸入」されたのは1980年で、1984年には日本ジェットスキー協会が設立され、1988年からはプロ選手の認定が始まった。バブル期には「爆発的な人気を呼んでいる」と評されるヒット商品となった。

## 英語の普通名詞としての「jet ski」
英語において、固有名詞の「Jet Ski」は、川崎重工の登録商標であるが、普通名詞としての「jet ski」は小型のレジャー用の水上の乗り物（パーソナルウォータークラフト、Personal watercraft、PWC）を指す。